# Cis gravipennis
Cis gravipennis là một loài bọ cánh cứng trong họ Ciidae. Loài này được Perkins miêu tả khoa học năm 1931.